# Robert Yerkes
Robert Mearns Yerkes, né le 26 mai 1876 à Breadysville, comté de Bucks (Pennsylvanie) et mort le 3 février 1956 à New Haven (Connecticut), est un psychologue américain connu pour ses recherches sur les tests d'intelligence et dans le domaine de la psychologie comparée. Il est considéré comme l'un des pionniers de l'étude des primates.

## Biographie
Robert Yerkes est un pionnier des travaux étudiant l'intelligence humaine et celle des primates, et le comportement social des gorilles et chimpanzés. Avec John D. Dodson, il élabore la «Loi Yerkes-Dobson», mettant en lien l'activation physiologique avec la performance,.
Il fait ses études supérieures à l'Ursinus College (1892-1897), avec l'intention de devenir médecin. Mais après son diplôme, il a une possibilité de faire un master en biologie à l'université Harvard et renonce aux études de médecine. À Harvard, il se spécialise dans des recherches sur le comportement des animaux. Après son diplôme de Harvard, il doit gagner sa vie, et accepte un poste de professeur assistant en psychologie comparée. Il donne également des cours de psychologie générale, durant plusieurs années, au Radcliffe College. Il obtient son doctorat, dans le département de psychologie de Harvard, en 1902. Il est membre d'un club d'étudiants, le « Wicht Club » (1903-1911).
En 1907, il publie son premier livre, The Dancing Mouse. Il se lie avec le comportementaliste John Watson, avec qui il échange des idées et collabore.

## Tests d'intelligence et prises de position eugénistes
En 1917, Yerkes est élu président de l'Association américaine de psychologie (APA). À sa requête, l'APA a développé plusieurs programmes consacrés à l'effort de guerre de la Première Guerre mondiale. En tant que président du comité qui devait mettre en œuvre l'examen psychologique des recrues militaires, il a développé des tests d'Intelligence spécifiques pour l'armée, qui ont été les premiers tests non-verbaux auxquels ont été soumis plus d'un million de soldats américains durant la guerre.
Les conclusions du test indiquaient que les résultats obtenus par les immigrants récents (en particulier ceux du sud et de l'est de l'Europe) étaient considérablement plus bas que ceux obtenus par les immigrés plus anciens, en provenance du nord de l'Europe.
Il soutient des positions eugénistes dans les années 1910-1920. Certaines de ses recherches ont été utilisées comme apportant des arguments aux motivations eugénistes en faveur des restrictions à l'immigration. Il a été nommé expert à La Commission de l'immigration et de la naturalisation, où son travail a contribué à la création du National Origins Formula qui mettait en place des quotas dans l'immigration. Avec Edward Thorndike, Yerkes a été membre et président du Committee on Inheritance of Mental Traits, comité qui faisait partie du Eugenics Record Office et qui avait été fondé par Charles Davenport.
Il a siégé au conseil d'administration du Science Service, devenu la Society for Science and the Public (en) (1921-1925).

## Pionnier de la primatologie
Yerkes était fasciné par l'étude des chimpanzés. Il avait passé du temps à observer des chimpanzés à Cuba, chez Rosalía Abreu, au début des années 1920 et était revenu de son voyage, déterminé à élever et à observer des chimpanzés lui-même. Il a commencé par acheter deux chimpanzés, Chim et Panzee, à un zoo. Il a ramené ces deux chimpanzés chez lui, où ils ont vécu dans une chambre à coucher et ont mangé avec une fourchette à une table miniature. Chim était un plaisir particulier pour Yerkes, et l'été que le chimpanzé et le psychologue passèrent ensemble est commémoré dans Almost Human (1924).
En 1924, Yerkes est recruté comme professeur de psychobiologie, une discipline dont il est le pionnier, à l'université Yale. Il fonde un laboratoire de biologie des primates, à New Haven, ainsi qu'une station expérimentale d'élevage à Orange Park, en Floride, avec des fonds alloués par la Fondation Rockefeller. Après sa mort, le laboratoire a été déplacé à l'université Emory à Atlanta, et a pris le nom de « Yerkes National Primate Research Center ». Ce centre mène des recherches sur le langage des primates. Yerkes a pris sa retraite en 1942, et il est remplacé à la tête du centre de recherches par Karl Lashley.

## Publications
- The Dancing Mouse, A Study in Animal Behavior, 1907
- Introduction to Psychology, 1911
- Methods of Studying Vision in Animals, avec John B. Watson, 1911.
- Outline of a Study of the Self, 1914.
- (Co-auteur) A Point Scale for Measuring Mental Ability, 1915.
- The mental life of monkeys and apes, 1916.
- Army Mental Tests, avec Clarence S. Yoakum, 1920.
- Almost Human, 1925.
- Les grands singes : l'orang-outan (trad. fr. de The Great Apes, 1929), avec Ada W. Yerkes, 1951.
- Chimpanzees; a laboratory colony, 1943.